# Фадеев, Александр Александрович
Алекса́ндр Алекса́ндрович Фаде́ев (партийный псевдоним — Булыга; 11 [24] декабря 1901, Кимры, Корчевской уезд, Тверская губерния, Российская империя — 13 мая 1956, Переделкино, Ленинский район, Московская область, СССР) — русский, советский писатель и общественный деятель, журналист, военный корреспондент. Член ЦК КПСС (1939—1956, кандидат в члены с XX съезда). С 1938 по 1944 и с 1946 по 1954 год руководитель Союза писателей СССР. В 1926—1932 годах один из организаторов и идеологов РАПП. Полковник (1942).
Лауреат Сталинской премии l степени (1946). Лауреат премии Ленинского комсомола (1970 — посмертно). Кавалер двух орденов Ленина (1939, 1951).

## Биография

### Молодость
Родился в богатом торговом селе Кимры (ныне город Тверской области). Был крещён в кимрском Покровском соборе. С четырёх лет начал читать книжки, поражая взрослых неуёмной фантазией, сочиняя самые необычайные истории и сказки. Его любимыми писателями с детства были Джек Лондон, Майн Рид, Фенимор Купер.
В 1908 году семья переехала в Южно-Уссурийский край (ныне Приморский), в 1912 году поселилась в селе Чугуевка, где прошли детство и юность Александра Фадеева.
С 1912 по 1918 год А. Фадеев учился во Владивостокском Коммерческом училище, однако обучения не закончил, решив посвятить себя революционной деятельности.

### Революционная деятельность
Ещё учась во Владивостокском коммерческом училище, выполнял поручения подпольного комитета большевиков.
В 1918 году вступил в РКП(б) и получил партийный псевдоним Булыга (слово значит «большой камень, окатыш»). Стал партийным агитатором.
В 1919 году вступил в Особый Коммунистический отряд красных партизан.
В 1919—1921 годах участвовал в боевых действиях на Дальнем Востоке, получил ранение. Занимал посты комиссара 13-го Амурского полка и 8-й Амурской стрелковой бригады.
В 1921—1922 годах учился в Московской горной академии.
В 1921 году, будучи делегатом Х съезда РКП(б), принимал участие в подавлении Кронштадтского восстания, при этом получил второе ранение. После лечения и демобилизации Фадеев остался в Москве.

## Творчество
В Москве Фадеев снял комнату в далёком тогда пригороде, Сокольники, и сразу вызвал к себе мать, Антонину Владимировну, а затем и сестру Татьяну Александровну с маленькой дочкой.

### Начало литературной деятельности
Своё первое серьёзное произведение — повесть «Разлив» Александр Фадеев написал в 1922—1923 годах. В 1925—1926 годах в ходе работы над романом «Разгром» принял решение стать профессиональным писателем. Над окончанием книги работал в Ярославле. Фрагменты рукописи читал местным молодым пролетарским писателям на литературном вечере. «Разгром» принёс молодому автору славу и признание.
«Такого успеха, который выпал на долю „Разгрома“, не имело ни одно произведение советской литературы 1920-х годов, — отмечал исследователь творчества писателя Степан Иванович Шешуков. — „Острая классовая борьба на литературном фронте“, раздуваемая рапповцами, вдруг нашла примирение в оценке остроклассового „Разгрома“, и самые ярые противники заговорили одним, общим языком».
Первую положительную рецензию о романе и творчестве писателя в целом дал Г. Лелевич («Молодая гвардия», 1926, № 4). Редакция журнала «На литературном посту» поднимала роман как знамя победы пролетарской литературы. Высоко оценили роман и в противоположном лагере «попутчиков», в группе «Перевал» во главе с критиком и редактором журнала «Красная новь» А.Воронским. Профессиональные рецензии на роман дали люди, которых рапповцы называли «буржуазными перерожденцами», «ликвидаторами», «капитулянтами», «оппортунистами». А. Воронский в позднейшей статье о творчестве Фадеева написал: «Этот роман написан молодым, одарённым пролетарским писателем и совсем не по обычному трафарету, по какому пишутся пролетарскими писателями десятки и сотни повестей и романов. И чем решительнее пролетарская литература пойдёт по этом новому для себя пути, тем скорее она завоюет себе „гегемонию“ органическими, а не механическими средствами».
М. Горький с 1927 года спрашивает своих корреспондентов в письмах, читали ли они «Разгром», и советует непременно прочесть. В письме ответственному секретарю издательства «Круг» Александру Николаевичу Тихонову от 1 августа 1927 года он советует привлекать больше молодёжи — такой, как автор «Разгрома» Фадеев, «человек, несомненно, талантливый».
Получив такое признание, Фадеев приобрёл авторитет, позволивший ему стать видным литературным руководителем и общественным деятелем, одним из лидеров РАППа.

### Дальнейшая литературная работа
Действие ранних произведений — романов «Разгром» и «Последний из Удэге» происходит в Уссурийском крае. Проблематика «Разгрома» относится к вопросам руководства партией, в романе показана классовая борьба, становление советской власти. Главные герои — это красные партизаны, коммунисты (например, Левинсон). Гражданской войне посвящён и следующий роман Фадеева «Последний из Удэге» (ч. 1-4, 1929—1941, не закончен).
Также Фадеев известен по ряду очерков и статей, посвящённых вопросам развития литературы в условиях социалистического реализма.
«Писательский министр», как называли Фадеева, в течение почти двух десятилетий фактически руководил литературой в СССР. Для творчества у него почти не оставалось времени и сил. Последний роман «Чёрная металлургия» остался незавершённым. Писатель планировал создать фундаментальное произведение на 50-60 авторских листов. В итоге к посмертной публикации в «Огоньке» удалось из черновиков собрать 8 глав на 3 печатных листа.

### Роман «Молодая гвардия». Правда и вымысел
Идею своей книги Фадеев взял из книги Владимира Георгиевича Лясковского и М. Котова «Сердца смелых», изданной в 1944 году.
В 1945 году, сразу после окончания Великой Отечественной войны Фадеев садится за написание романа о Краснодонской подпольной организации «Молодая гвардия», действовавшей на оккупированной нацистской Германией территории, многие члены которой были уничтожены нацистами.

В середине февраля 1943 года, после освобождения донецкого Краснодона советскими войсками, из шурфа находившейся неподалёку от города шахты № 5 было извлечёно несколько десятков трупов замученных оккупантами подростков, состоявших в период оккупации в подпольной организации «Молодая гвардия».

Через несколько месяцев в «Правде» была опубликована статья Александра Фадеева «Бессмертие», на основе которой чуть позже был написан роман «Молодая гвардия».
Впервые книга вышла в свет в 1946 году. Фадеев был подвергнут резкой критике за то, что в романе недостаточно ярко выражена «руководящая и направляющая» роль Коммунистической партии и получил суровые критические замечания в газете «Правда», органе ЦК ВКП(б), фактически от самого Сталина.
Фадеев объяснял:

Я писал не подлинную историю молодогвардейцев, а роман, который не только допускает, а даже предполагает художественный вымысел.

Тем не менее, писатель пожелания учёл, и в 1951 году свет увидела вторая редакция романа «Молодая гвардия». В ней Фадеев, серьёзно переработав книгу, уделил в сюжете больше внимания руководству подпольной организацией со стороны ВКП(б). Фадеев горько шутил в то время, когда говорил своим друзьям: «переделываю „Молодую гвардию“ на старую…»
Фильм «Молодая гвардия» был снят по первой редакции, однако полностью переснять фильм (тоже подвергнувшийся определённым правкам) было намного сложнее, чем переписать книгу.
До конца 1980-х годов роман «Молодая гвардия» воспринимался как идеологически одобренная партией история организации, и иная трактовка событий была невозможна. Роман входил в учебную программу СССР и был хорошо знаком любому школьнику 1950—1980 годов.

## Общественная и политическая деятельность
Много лет Фадеев руководил писательскими организациями разного уровня. В 1926—1932 годах был одним из организаторов и идеологов РАПП.
В Союзе писателей СССР:
- 1932 году входил в Оргкомитет по созданию Союза писателей СССР после ликвидации РАПП;
- 26 января—10 февраля 1934 года делегат XVII съезда ВКП(б)[16].
- 1934—1939 — заместитель председателя оргкомитета;
- 1939—1944 — секретарь;
- 1946—1954 — генеральный секретарь и председатель правления;
- 1954—1956 — секретарь правления.

Вице-президент Всемирного Совета Мира (с 1950). Член ЦК КПСС (1939—1956); на XX съезде КПСС (1956) избран кандидатом в члены ЦК КПСС. Депутат ВС СССР 2-4-го созывов (с 1946 года) и ВС РСФСР 3-го созыва.
Полковник (1942), бригадный комиссар (1941).
В 1942—1944 годах Фадеев работал главным редактором «Литературной газеты», был организатором журнала «Октябрь» и входил в его редколлегию.
В годы Великой Отечественной войны Фадеев был военным корреспондентом газеты «Правда» и Совинформбюро. В январе 1942 года писатель побывал на Калининском фронте, на самом опасном участке собирая материалы для репортажа. 14 января 1942 года Фадеев опубликовал в газете «Правда» статью «Изверги-разрушители и люди-созидатели», где описал свои впечатления от увиденного на войне.

## Общественная позиция. Последние годы
Стоя во главе Союза писателей СССР, Фадеев проводил в жизнь решения партии и правительства по отношению к своим коллегам: Михаилу Зощенко, Анне Ахматовой, Андрею Платонову. В 1946 году после доклада А. А. Жданова, фактически уничтожавшего Зощенко и Ахматову как литераторов, Фадеев был среди тех, кто приводил в исполнение этот приговор.
В 1949 году Фадеев стал одним из авторов программной редакционной статьи в газете «Правда» под названием «Об одной антипатриотической группе театральных критиков», эта статья послужила началом кампании, получившей известность как «борьба с космополитизмом». Осенью 1949 года участвовал в травле в прессе Бориса Эйхенбаума и других работников ЛГУ.
Но он же в 1948 году хлопотал о том, чтобы выделить значительную сумму из фондов Союза писателей СССР для оставшегося без средств к существованию Михаила Зощенко. Фадеев проявлял искреннее участие в судьбе многих нелюбимых властями литераторов: Бориса Пастернака, Николая Заболоцкого, Льва Гумилёва, несколько раз передавал деньги на лечение Андрея Платонова его жене.
Тяжело переживая такое раздвоение, он страдал бессонницей, впал в депрессию. В последние годы Фадеев пристрастился к спиртному и впадал в долгие запои. Проходил курс лечения в санатории «Барвиха».
Илья Эренбург писал о нём:

Фадеев был смелым, но дисциплинированным солдатом, он никогда не забывал о прерогативах главнокомандующего.

Хрущёвской оттепели Фадеев не принял. В 1956 году с трибуны XX съезда КПСС деятельность лидера советских литераторов была подвергнута жёсткой критике Михаилом Шолоховым. Фадеев не был избран членом, а только кандидатом в члены ЦК КПСС. Фадеева прямо называли одним из виновников репрессий в среде советских писателей.
После XX съезда КПСС внутренний конфликт Фадеева обострился до предела. Он признавался своему старому другу Юрию Либединскому: «Совесть мучит. Трудно жить, Юра, с окровавленными руками».

## Самоубийство
13 мая 1956 года Фадеев застрелился из револьвера на своей даче в Переделкино. В некрологе официальной причиной самоубийства был указан алкоголизм. По воспоминаниям Вяч. Вс. Иванова, в действительности накануне своего самоубийства Фадеев бросил пить, «примерно за неделю до самоубийства стал готовиться к нему, писал письма разным людям». Похоронен на Новодевичьем кладбище (участок № 1).
Предсмертное письмо Фадеева, адресованное ЦК КПСС, было изъято КГБ и опубликовано впервые лишь в 1990 году:

Не вижу возможности дальше жить, так как искусство, которому я отдал жизнь свою, загублено самоуверенно-невежественным руководством партии и теперь уже не может быть поправлено.
<…>
Жизнь моя, как писателя, теряет всякий смысл, и я с превеликой радостью, как избавление от этого гнусного существования, где на тебя обрушивается подлость, ложь и клевета, ухожу из жизни. Последняя надежда была хоть сказать это людям, которые правят государством, но в течение уже 3 лет, несмотря на мои просьбы, меня даже не могут принять. Прошу похоронить меня рядом с матерью моей.
— Предсмертное письмо А. А. Фадеева в ЦК КПСС. 13 мая 1956
 (Известия ЦК КПСС. — 1990. — № 10. — С. 147—151.)
С другой стороны, по свидетельству вдовы Исаака Бабеля Антонины Пирожковой, Илья Эренбург прямо видел причину самоубийства Фадеева в его роли в сталинском терроре:

Славин сообщил нам о самоубийстве Фадеева. Я посмотрела на Эренбурга, он даже не взволновался, а потом говорит: «У Фадеева было безвыходное положение, его осаждали возвращающиеся заключённые и их жёны. Они спрашивали, как могло случиться, что письма, которые я писал вам лично, оказались на столе у следователя при моём допросе? Действительно, как? Ведь Фадеев арестован не был, обысков и изъятий бумаг у него не производили. Значит, передал сам?» — продолжал Эренбург. Меня страшно поразило то спокойствие и даже равнодушие, с которым это известие было встречено членами нашей комиссии, как будто оно никого не удивило и уж вовсе не огорчило.

## Личная жизнь
Родители Фадеева, фельдшеры по профессии, по образу жизни были профессиональными революционерами. Отец — Александр Иванович Фадеев (1862—1916), мать — Антонина Владимировна Кунц (1873—1954), отчим Глеб Свитыч (1885—1917). Переехав в Москву, Фадеев сразу вызвал к себе мать, которую очень любил и гордился ею. Друг Фадеева Юрий Николаевич Либединский вспоминал: «Антонина Владимировна Фадеева была человек замечательный. Она принадлежала к той революционной части демократической интеллигенции, которая, выйдя из народа, сохраняла с ним постоянную связь. В дореволюционном обществе ей приходилось отстаивать свою независимость и достоинство от произвола и самодурства царского начальства на селе. Так выработался её характер — гордый, стойкий и честный. При этом по отношению к людям, которых Антонина Владимировна признавала своими, она была добра, ласкова — атмосфера дружественности, гостеприимства и хлебосольства господствовала в этой семье. Всё это Антонина Владимировна передала своим детям — у них была своя фамильная гордость, не раз в разговорах Саши с братьями я слышал, как они полушутливо говорили: „Это по-фадеевски“».
Первый раз Фадеев женился в 1926 году на писательнице Валерии Анатольевне Герасимовой, развелись в 1932 году. Со второй женой народной артисткой СССР Ангелиной Осиповной Степановой он познакомился в 1937 году в Париже, когда она в составе труппы Московского художественного театра приехала туда с гастролями. В советские годы утверждалось, что они познакомились раньше, чтобы скрыть факт усыновления Фадеевым первенца Степановой Александра, родившегося в 1936 году. Общий сын Михаил родился в 1944 году. Кроме того, в 1943 году родилась общая дочь Фадеева и Маргариты Иосифовны Алигер — Мария Александровна Фадеева (впоследствии — Алигер-Энценсбергер (вторая часть фамилии — фамилия мужа), покончила с собой в своём доме в Лондоне 6 октября 1991 года).
Предполагаемый сын — актёр Спартак Васильевич Мишулин, который своего отца не знал, но предполагал, что им мог быть писатель Александр Александрович Фадеев, с которым у его матери Анны Васильевны Мишулиной был роман во время учёбы в Московской горной академии.

## Награды
- два ордена Ленина (31.01.1939; 23.12.1951)
- орден Красного Знамени (1922)
- медали
- Сталинская премия первой степени (1946) — за роман «Молодая гвардия»[35]
- премия Ленинского комсомола (1970 — посмертно) — за роман «Молодая гвардия»

## Память

### Музей
- Литературно-мемориальный музей А. А. Фадеева открыт в селе Чугуевка в 1960 году, в 1980 — получил новое здание[36]

### Памятники
- Памятник Александру Фадееву установлен в 1973 году в Москве на Миусской площади (скульптор В. А. Фёдоров, архитекторы М. Е. Константинов, В. Н. Фурсов).

### Именем Фадеева названы
- Центральный Дом литераторов;
- село Булыга-Фадеево в Чугуевском районе Приморского края;
- детская библиотека города Кимры (им. А. А. Фадеева);
- библиотека города Сорочинска (им. А. А. Фадеева);
- библиотека города Краснодон (им. А. А. Фадеева);
- муниципальная библиотека художественной и публицистической литературы во Владивостоке; библиотека ликвидирована в 2010 году, впрочем, мемориальная доска сохранилась, — сейчас в этом здании находится отделение Сбербанка; мемориальная доска также установлена на административном здании Дальневосточного федерального университета (г. Владивосток, ул. Суханова, 8), — ранее там находилось коммерческое училище, где обучался Фадеев;
- центральная библиотека, литературно-мемориальный музей и МКОУ СОШ (школа) им. А. А. Фадеева в селе Чугуевка Приморского Края;
- улица Набережная Фадеева на родине Фадеева в Кимрах;
- улица Фадеева в населённых пунктах бывшего Советского Союза
- проспект Фадеева в г. Чита, Забайкальский край;
- теплоход «Александр Фадеев».
- Парк «Отдыха и культуры» в городе Спасск-Дальний, Приморский край